# 갤럭투스
갤럭투스(Galactus)는 마블 코믹스가 출판하는 만화책의 등장인물이다. 갤럭투스는 생명력을 유지하기 위해 행성을 소비하는 우주 실체이며, 마블의 주요 연속성을 유지하는 데 기능적인 역할을 한다. 갤럭투스는 스탠 리와 잭 커비에 의해 만들어졌고 1966년 3월에 출판된 만화책 《판타스틱 포》 48화에 처음 등장했다.
리와 커비는 표준 악당의 전형에서 벗어난 캐릭터를 소개하고 싶었다. 캐릭터의 첫 등장에서 갤럭스는 살아 있는 행성들의 에너지를 고갈시켜 먹고, 인간의 도덕성과 판단과는 무관하게 행동하는 신과 같은 인물로 묘사되었다.
갤럭투스의 원래 기원은 갈란이라는 이름의 우주 탐험가가 별 근처를 지나가면서 우주 능력을 얻은 것이었지만, 작가 마크 그룬월드는 갈란이 현재의 우주를 시작한 빅뱅 이전의 우주 동안 존재했던 살아있는 것으로 제시하며 캐릭터의 기원을 더욱 발전시켰다. 갈란의 우주가 종말을 고하면서, 갈란은 우주의 지각과 합쳐져 갤럭투스가 되었다. 존 번, 짐 스털린, 루이스 시몬슨이 쓴 추가 자료는 마블 유니버스에서 갤럭투스의 역할과 목적을 탐구하고, 대량학살, 명백한 운명, 윤리, 그리고 자연/필요한 존재라는 주제를 통해 캐릭터의 행동을 조사했다. 실버 서퍼와 같은 전령과 자주 동행하는 이 캐릭터는 중앙 및 조연에서 상대이자 주인공으로 등장하였다. 만화책의 《실버 에이지》에 데뷔한 이래, 갤럭투스는 50년 이상의 마블 연속에서 역할을 해왔다.